# بوشيني حبيبي
بوشيني حبيبي (الاسم العلمي: Puccinia granulata) هو نوع من الفطريات يتبع جنس البوشيني من فصيلة البوشينية.